# 韮崎市文化ホール
韮崎市文化ホール（にらさきしぶんかホール）は、山梨県韮崎市にある多目的ホール。命名権売却により、2006年（平成18年）4月1日から「東京エレクトロン韮崎文化ホール」（とうきょうエレクトロンにらさきぶんかホール）を優先的に使用する呼称に用いている。
韮崎市が所有し、株式会社ケイミックスパブリックビジネスが指定管理者として運営・管理を行なっている。

## 施設概要
- 大ホール:2階建最大1,000人収容
- 小ホール:1階建最大300人収容
- 会議室
- リハーサル室

## 命名権
当初、韮崎市は「年額2千万円以上」の条件で命名権（ネーミングライツ）の募集をしたが応募が無かったため、同市に工場がある東京エレクトロン系列の東京エレクトロンAT（→東京エレクトロン山梨→東京エレクトロン テクノロジーソリューションズ）と交渉し、年額600万円、契約期間5年とすることで合意に至り、2006年（平成18年）4月1日より「東京エレクトロン韮崎文化ホール」を優先的に使用する呼称に用いている。
契約期間が終わりに近付いた2010年（平成22年）に市と同社は命名権についての交渉を行い、同年12月25日までに合意に至った。新たな契約は旧契約が切れる2011年（平成23年）3月31日の翌日から始まり、名称は「東京エレクトロン韮崎文化ホール」で継続、年額550万円、契約期間5年とした。同社は宮城県に主要生産ラインを移転するため命名権契約のインセンティブが低下していたため、市側が年50万円の値引きを申し出た。
2016年（平成28年）4月1日以降も、5年契約で同社が命名権を取得している。

## アクセス
- JR中央本線・韮崎駅よりタクシー約10分
- 中央自動車道・韮崎インターチェンジより車約10分